# Kokosinseln (Myanmar)
Die Kokosinseln (birmanisch ကိုကိုးကျွန်း kuikui:kywan [kò.kó.cúɴ], englisch Coco Islands) sind eine Inselgruppe im Indischen Ozean, welche politisch zu Myanmar (Birma) gehören.

## Geographie
Die Kokosinseln stellen die nördliche Fortsetzung der zu Indien gehörenden Inselkette der Andamanen dar und sind von den nördlichen Andamanen durch den 20 Kilometer breiten Kokos-Kanal (englisch Coco Channel) getrennt. Sie liegen rund 300 Kilometer südlich des myanmarischen Festlandes.
Die Inselgruppe besteht aus der Großen Kokosinsel (rund 10 × 2 Kilometer groß) und der Kleinen Kokosinsel (rund 5 × 1 Kilometer groß), getrennt durch den Alexandra-Kanal, sowie dem kleinen Eiland der Tafelinsel.
Verwaltungsmäßig gehören die Inseln zur Yangon-Region, Distrikt Yangon-Süd, Gemeinde Cocokyun.

## Besitz und Nutzung
1998 erläuterte der indische Verteidigungsminister, dass die Inseln einst zu Indien gehörten, von Jawaharlal Nehru aber Birma, dem heutigen Myanmar, geschenkt wurden.
Der Zugang zu den Kokosinseln ist eingeschränkt. Nach offiziell nicht bestätigten Meldungen wurde 1994 auf der Inselgruppe aufgrund ihrer strategischen Lage eine Militärpräsenz durch die Volksrepublik China eingerichtet. China betreibt demnach einen militärischen Flugplatz sowie Einrichtungen zur Radarüberwachung und für Fernmelde- und Elektronische Aufklärung.
Die Inseln haben laut Zensus-Angaben rund 1900 Einwohner. 2020 wurde eine Fährverbindung eingerichtet, die das rund 400 Kilometer entfernte Rangun mit den Kokosinseln verbindet.

## Flora und Fauna
Auf der Großen Kokosinsel legen zahlreiche Grüne Meeresschildkröten regelmäßig ihre Nester an. 2006 begann erstmals eine Studie, um die Population langfristig zu untersuchen.